# Adolph de Meyer

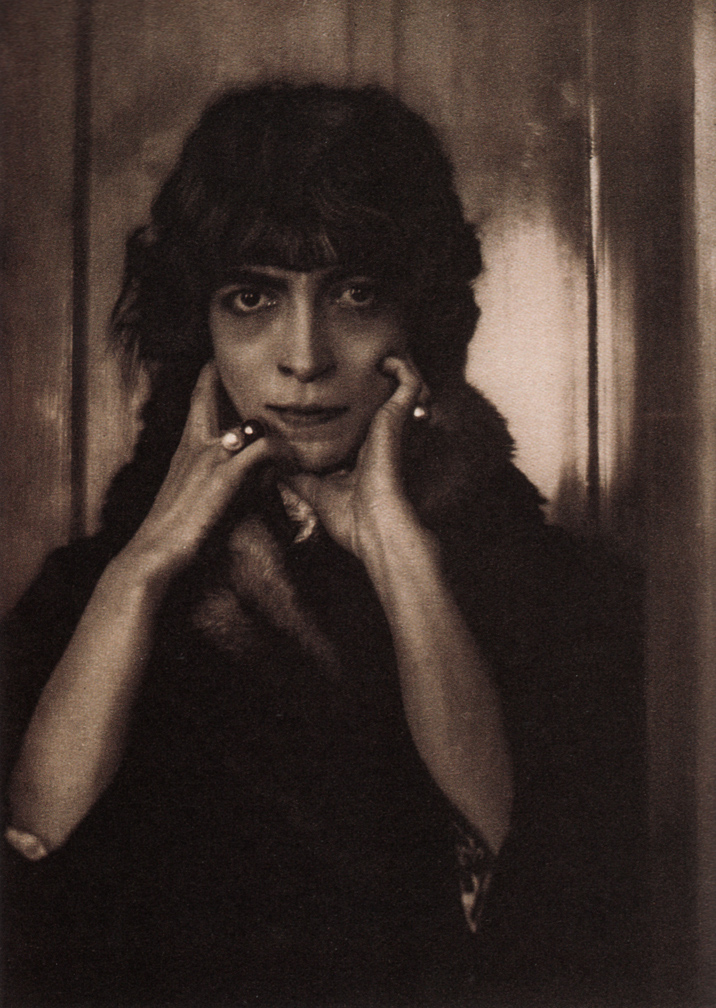
A. de Meyer, Luisa Casati, 1912

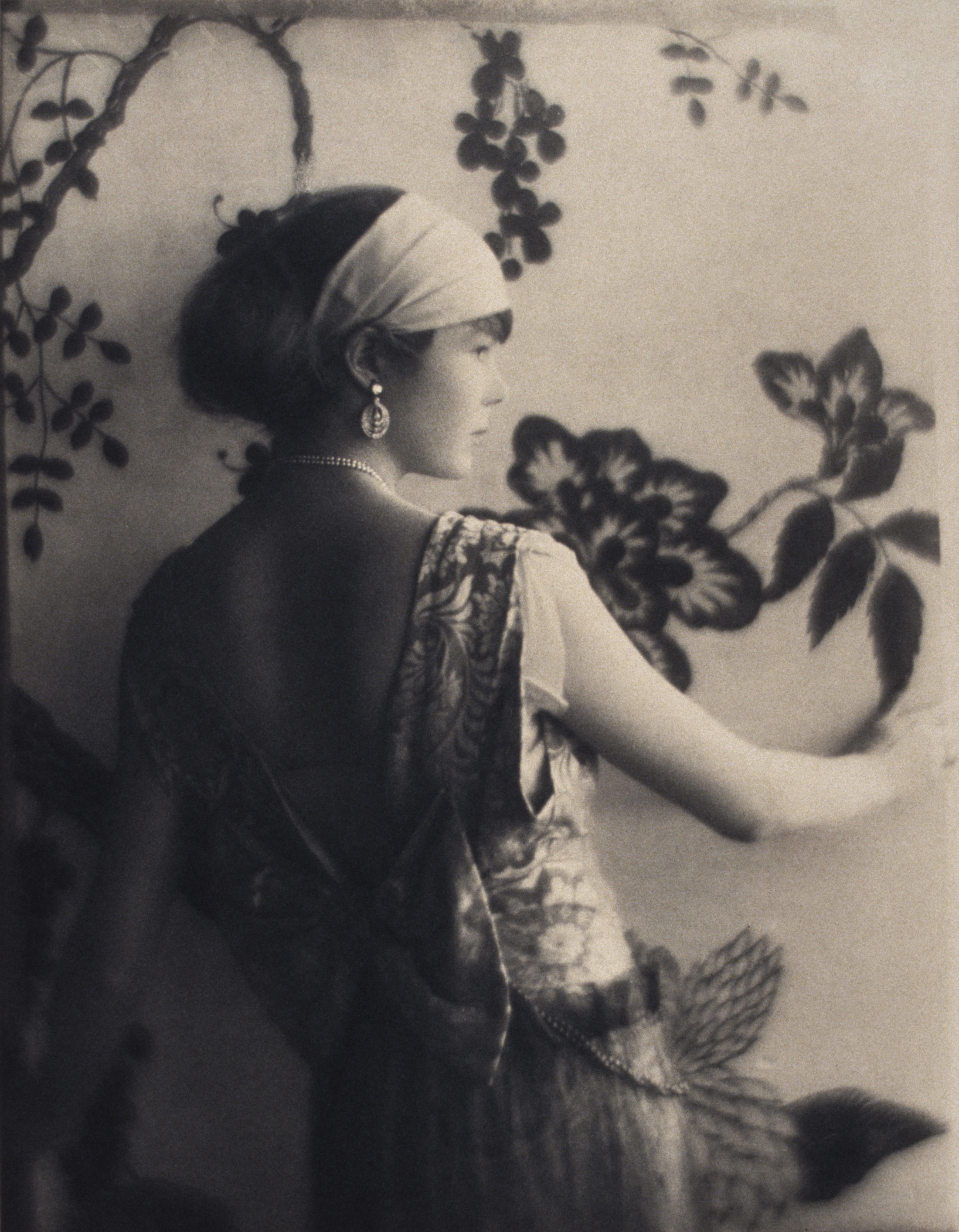
A. de Meyer, Portret kobiety, 1920-1930

Adolph de Meyer (ur. 3 września 1868, zm. 6 stycznia 1946 w Los Angeles) – fotograf, autor nastrojowych, eleganckich portretów osób z wyższych sfer; pionier fotografii mody. 

## Życiorys
Szczegóły jego życia nie są dobrze znane. Syn Adele Watson i Adolphusa Meyera, dzieciństwo spędził w Niemczech i w Paryżu. Fotografią zainteresował się w latach 80. XIX w. W 1896 przeniósł się do Londynu, gdzie obracał się w wyższych sferach, związanych z księciem Walii Albertem Edwardem. Został członkiem London Camera Club, Royal Photographic Society i Linked Ring. Rok później spotkał i poślubił Olgę Albertę, uważaną za nieślubną córkę księcia Alberta Edwarda i Blanche, księżnej Caraciolla. W 1900 De Meyer podróżował po świecie, odwiedzając m.in. Japonię i Chiny. W 1903 wyjechał do USA, po czym powrócił do Europy. Kolejny raz przeniósł się do USA, gdy jego i Olgę oskarżono o szpiegostwo na rzecz Niemiec. Na początku lat 20. sporo czasu spędzał w Paryżu.
Po śmierci swojej żony ok. 1931 roku, de Meyer związał się z młodym mężczyzną, z którym w 1938 wyjechał do USA i którego później zaadoptował. W latach 40. zniszczył większość swoich prac, a to, co ocalało, po jego śmierci otrzymał jego adoptowany syn.

## Twórczość
Wpływ na twórczość de Meyera odegrały rozwijające się wówczas prądy artystyczne: secesja i symbolizm. Nie bez znaczenia była również korespondencja, jaką od 1903 prowadził z fotografem Alfredem Stieglitzem, działającym na rzecz uznania fotografii za jedną z dziedzin sztuki. Osobiście poznali się w 1909 w Niemczech. Zdjęcia de Meyera Stieglitz zamieszczał w czasopiśmie „Camera Work” oraz pokazywał na wystawach Foto-Secesji w swojej nowojorskiej galerii „291”. Wcześniej prace de Meyera pokazywane były w Londynie na wystawach Royal Photographic Society i London Camera Club oraz na ekspozycji New School of American Photography zorganizowanej przez F. Holland Daya w 1900. W 1907 nauczył się techniki autochromu. 
Portretował m.in. Luisę Casati, Gertrude Vanderbilt Whitney, Josephine Baker i Wacława Niżyńskiego. Często fotografował swoją żonę, Olgę.
W 1915 został zatrudniony jako pierwszy etatowy fotograf pisma „Vogue”, kierowanego wówczas przez Condé Nasta. Na łamach magazynu publikował swoje zdjęcia (bogate w biżuterię i egzotyczne materiały) i teksty (poświęcone modzie i sprawom społecznym). W 1922 przeniósł się do magazynu „Harper’s Bazaar”, w którym zamieszczał bardziej „modernizujące” zdjęcia, poprzez swoją geometryzację sugerujące wpływy Bauhausu i kubizmu.